# Каменка (деревня, Коломенский городской округ)
Ка́менка — деревня в Коломенском районе Московской области.

## История
Входила в сельское поселение Хорошовское.

## Население
| 2002 | 2006 | 2010 |
| ---- | ---- | ---- |
| 14   | ↘7   | →7   |

## Люди, связанные с деревней
- Пётр Максимович Горюнов — конструктор пулемётов СГ-43.